# 西本和美
西本 和美（にしもと かずみ、1958年8月19日 - ）は、山口県防府市出身の元プロ野球選手（内野手）。右投両打。

## 来歴・人物
防府高から筑波大学に進学。首都大学野球リーグでは1980年秋季リーグから一部リーグに復帰。優勝には届かなかったが、1981年春季リーグでは3位と健闘した。1年下のチームメートに外野手の松本稔がいた。
1981年オフに、ドラフト外で読売ジャイアンツに入団。チーム初の国立大学出身選手として注目を集めた。俊足好打の内野手と期待され、1984年には終盤の2試合に遊撃手として先発。
1985年3月、山本勝哉との交換トレードで日本ハムファイターズに移籍。同年は遊撃手、二番打者として9試合に先発出場を果たす。その後は出場機会に恵まれず、1986年限りで現役を引退。

## 詳細情報

### 年度別打撃成績
| 年 度     | 球 団     | 試 合 | 打 席 | 打 数 | 得 点 | 安 打 | 二 塁 打 | 三 塁 打 | 本 塁 打 | 塁 打 | 打 点 | 盗 塁 | 盗 塁 死 | 犠 打 | 犠 飛 | 四 球 | 敬 遠 | 死 球 | 三 振 | 併 殺 打 | 打 率 | 出 塁 率 | 長 打 率 | O P S |
| --------- | --------- | ----- | ----- | ----- | ----- | ----- | -------- | -------- | -------- | ----- | ----- | ----- | -------- | ----- | ----- | ----- | ----- | ----- | ----- | -------- | ----- | -------- | -------- | ----- |
| 1984      | 巨人      | 6     | 11    | 11    | 2     | 3     | 0        | 0        | 0        | 3     | 1     | 0     | 1        | 0     | 0     | 0     | 0     | 0     | 4     | 0        | .273  | .273     | .273     | .546  |
| 1985      | 日本ハム  | 24    | 35    | 30    | 5     | 5     | 1        | 0        | 0        | 6     | 2     | 1     | 1        | 1     | 0     | 3     | 0     | 1     | 7     | 1        | .167  | .265     | .200     | .465  |
| 通算：2年 | 通算：2年 | 30    | 46    | 41    | 7     | 8     | 1        | 0        | 0        | 9     | 3     | 1     | 2        | 1     | 0     | 3     | 0     | 1     | 11    | 1        | .195  | .267     | .220     | .486  |

### 記録
- 初出場：1984年9月26日、対広島東洋カープ24回戦（後楽園球場）、9回表に遊撃手として出場
- 初打席・初安打：1984年9月29日、対横浜大洋ホエールズ25回戦（後楽園球場）、7回裏に金沢次男から中前安打
- 初打点：同上、8回裏に斉藤明夫から右前適時打
- 初先発出場：1984年9月30日、対横浜大洋ホエールズ26回戦（後楽園球場）、7番・遊撃手として先発出場

### 背番号
- 59（1982年 - 1984年）
- 25（1985年 - 1986年）